# Voldemārs Lejiņš
Voldemārs Lejiņš (ros. Вольдемар Петрович Леин; ur. 7 lipca 1920 w stanicy Bugrysz w Udmurckiej ASRR, zm. 27 czerwca 1987 w Moskwie) – minister przemysłu spożywczego ZSRR (1970–85).

## Życiorys
Łotysz, od 1938 studiował w Donieckim Instytucie Industrialnym, 1941 pracował przy budowie fortyfikacji, następnie studiował w Północnokaukaskim Instytucie Metali Kolorowych w mieście Ordżonikidze (Władykaukazie). Od 1942 żołnierz Armii Czerwonej, uczestnik wojny z Niemcami, w latach 1942-1943 przebywał na leczeniu szpitalnym, zdemobilizowany, 1943-1945 studiował w Moskiewskim Technologicznym Instytucie Przemysłu Spożywczego, następnie pracował w fabryce cukierniczej w Rydze jako szef działu produkcyjno-technicznego i główny mechanik. Od 1946 członek WKP(b), od 1946 główny mechanik, od 1948 sekretarz fabrycznego komitetu partyjnego, od 1949 instruktor i zastępca kierownika wydziału Komitetu Miejskiego Komunistycznej Partii (bolszewików) Łotwy. W latach 1950–1952 przewodniczący komitetu wykonawczego rady rejonowej w Rydze, 1952-1956 przewodniczący Komitetu Wykonawczego Rady Miejskiej Lipawy, 1956-1958 słuchacz Wyższej Szkoły Partyjnej przy KC KPZR, 1958-1960 szef departamentu Sownarchozu Łotewskiego Ekonomicznego Rejonu Administracyjnego. Od 1960 do marca 1961 II sekretarz Komitetu Miejskiego KPŁ w Rydze, od 30 marca 1961 do 19 stycznia 1970 sekretarz KC KPŁ, od 7 grudnia 1962 do 1 grudnia 1964 przewodniczący Biura KC KPŁ ds. zarządzania przemysłem i budownictwem. Od 15 stycznia 1970 do 22 listopada 1985 minister przemysłu spożywczego ZSRR, od 9 kwietnia 1971 do 24 lutego 1976 zastępca członka, a od 5 marca 1976 do 25 lutego 1986 członek KC KPZR, od listopada 1985 na emeryturze. Deputowany do Rady Najwyższej ZSRR od 6 do 11 kadencji.

## Odznaczenia
- Order Lenina
- Order Czerwonego Sztandaru Pracy (trzykrotnie)
- Order Wojny Ojczyźnianej II klasy
- Order Sławy III klasy